# Las Brisas, Nuevo León
Las Brisas är en ort i Mexiko.   Den ligger i kommunen General Terán och delstaten Nuevo León, i den centrala delen av landet, 700 km norr om huvudstaden Mexico City. Las Brisas ligger 230 meter över havet och antalet invånare är 234.
Terrängen runt Las Brisas är platt. Runt Las Brisas är det mycket glesbefolkat, med 6 invånare per kvadratkilometer. Det finns inga andra samhällen i närheten. Trakten runt Las Brisas består i huvudsak av gräsmarker.